# Steve Guttman
Steve Guttman es un trompetista, fliscornista y arreglista norteamericano de jazz y pop, nacido en Rochester, Nueva York.

## Historial
Estudió inicialmente en una escuela de Rochester, donde Chuck Mangione dirigía una banda de estudiantes, en la que permaneció dos años. Después pasó al Conservatorio de Oberlin, en Ohio, trasladándose tras su licenciatura a Nueva York para estudiar con Randy Brecker y Carmine Caruso. Tocó después, a mediados de los años 1970, en las bandas de Machito, Tito Puente, Ray Barreto, Larry Harlow y el vibrafonista y percusionista Louie Ramírez (1938 - 1993). Realizó trabajos como arreglista y director musical en varios espectáculos, entre ellos Gloria Gaynor, Viola Wills y el espectáculo de Broadway, Bob Fosse's Dancin (1981-1982).
En 1985 se incorpora al grupo de jazz rock Blood, Sweat & Tears, convirtiéndose en su director musical y segundo trompeta hasta el año 2004, colaborando también en los discos de David Clayton-Thomas, como arreglista. En este periodo desarrolló composiciones de carácter sinfónico sobre los temas de la banda, para su interpretación junto con orquestas sinfónicas. Como instrumentista, Guttman ha trabajado en las Orquestas Sinfónicas de Louisville y de Knoxville.